# Arsène Olivier
Pour les articles homonymes, voir Olivier (homonymie).
Auguste Arsène Olivier dit aussi Arsène Olivier de Landreville, né le 16 août 1823 à Landreville et mort le 17 janvier 1895 à Paris 11e, est un archéologue, ingénieur civil et inventeur français.

## Biographie

### Premiers pas
Fils de vigneron marchand de vin à Landreville, Il fait de bonnes études littéraires et conforte en 1845 son goût pour l'architecture par un long voyage en Grèce et en Italie.

### Archéologue
Rentré dans son village natal, Arsène Olivier mène dans les années 1850 des fouilles sur les terres de la propriété familiale et alentours. Il accumule un certain nombre de découvertes archéologiques datant de la préhistoire aux Mérovingiens. Il est alors membre de la Société archéologique de France.

### Ingénieur
Devenu ingénieur, membre de la Société des ingénieurs civils de France, il fait paraître entre 1868 et 1889, des essais proposant des innovations d'ordre technologique relatives aux transports ferroviaires en ville et aux transports aériens. Il a participé à la réflexion sur l'élaboration du métro, en proposant en 1872 un projet de métro aérien qui passerait au-dessus des immeubles de la ville par le biais d’immenses viaducs, en publiant une série d'articles détaillés dans la revue Le Technologiste (1876-1877, Librairie encyclopédique de Roret). Il a aussi mis au point des projets d'aérostats et d'un propulseur destiné aux navires. 
Résidant à Paris, il est membre de la Société des amis des monuments parisiens en 1886-1889. Son projet de dirigeable semi-rigide, L'Avisol, est présenté lors de l'exposition universelle de 1889 à Paris.

## Hommages, postérité

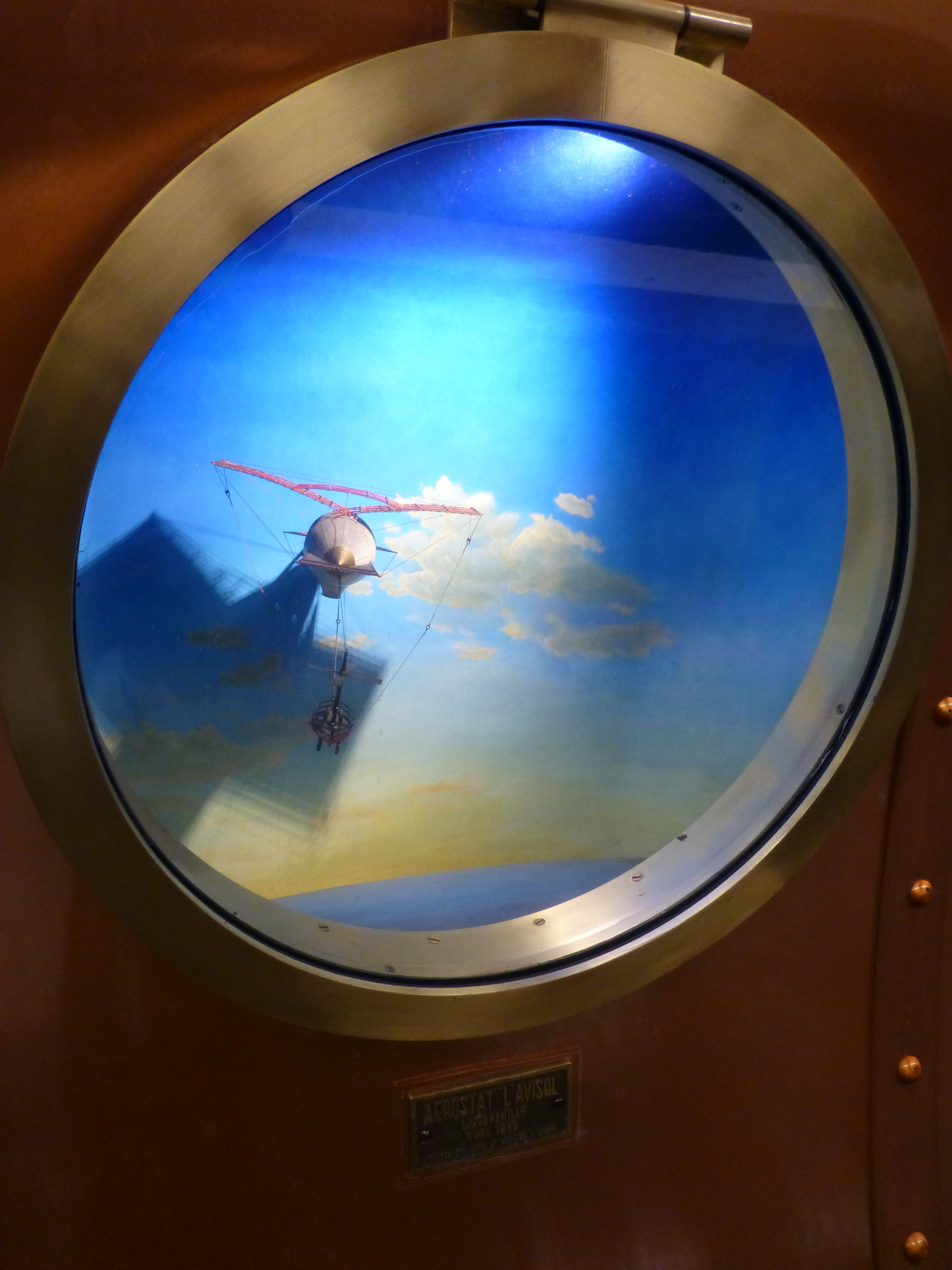
Maquette de L'Avisol présentée à la station Arts-et-Métiers, Paris.

Après sa mort survenue en janvier 1895,, ses enfants font don de ses découvertes archéologiques au musée de Bar-sur-Seine. 
En 1933, ses deux projets de dirigeable rigide dits Avisol (1889) entrent au Conservatoire national des arts et métiers, par le biais de sa fille, Juliette Nitard, pour être exposés dans la galerie des inventeurs français. 
À Paris, depuis 1994, la station Arts-et-Métiers, associé au Cnam, rend hommage à cet ingénieur en exposant de façon permanente son projet de dirigeable dans une vitrine sur les quais.
En 2016, la « collection archéologique Arsène-Olivier » est exhumée des archives de Bar-sur-Seine et exposée temporairement à Landreville. Depuis 2024, elle est en exposition permanente au musée d'histoire locale de Landreville.

## Publications
- Arsène Olivier, Chemins de fer dans Paris et dans les grandes villes, Librairie centrale des arts et manufactures, Auguste Lemoine, 1868, 36 p. (lire en ligne).
- Arsène Olivier, Chemins de fer dans Paris et dans les grandes villes, 3e édition revue et augmentée, avec figures intercalées, Librairie centrale des arts et manufactures, Auguste Lemoine, 1872, 36 p. (lire en ligne).
- Arsène Olivier, Rotateur, machine destinée à réaliser la rotation rapide d'un arbre moteur, Impr. J. Claye, 1874, 15 p. (BNF 31034739).
- Arsène Olivier, Les nouveaux ballons : Étude présentée à la Société française de navigation aérienne, Paris, Au nouveau siège de la Société française de navigation aérienne, Ambroise Lefèvre, 1876, 32 p. (lire en ligne).
- Arsène Olivier, Le Nausol (ou navire Olivier). Etude sur un nouveau mode de propulsion des navires par l’expansion des gaz de production instantanée agissant sur l’eau, Paris, impr. de A. Lahure, 1881 (SUDOC 126925658)[15].
- Arsène Olivier, Description d'un canon destiné à remplacer les hélices des bateaux à vapeur, 1881 (SUDOC 113617607).
- Arsène Olivier, Note sur un projet d'aérostat dirigeable par l'application des deux principes : "le plus léger que l'air", "le plus lourd que l'air", Paris, impr. de A. Lahure, 1884, 24 p. (BNF 31034737).
- Arsène Olivier, Les grands travaux de la paix. Paris nouveau., Baudry et Cie, 1887, 54 p. (BNF 31034734).
- Arsène Olivier, Les Grands travaux de Paris. Le Métropolitain, Paris, librairie polytechnique, Baudry et Cie, 1887, 57 p. (lire en ligne).
- Arsène Olivier, Navigation aérienne : avisol (avis, oiseau) avisol ou oiseau olivier : projet d'un aérostat dirigeable combinant les deux principes, le plus lourd que l'air, le plus léger que l'air, Paris, librairie polytechnique, Baudry et Cie, 1889, 25 p. (lire en ligne).